# Ceratothripoides
Ceratothripoides (лат.) — род трипсов из семейства Thripidae (Thysanoptera).

## Распространение
Из пяти видов этого рода три известны только из Африки. Однако в настоящее время brunneus широко распространён и зарегистрирован как обычный в некоторых районах Малайзии, а также в Пуэрто-Рико. Название claratris применяется к виду, зарегистрированному из Индии, Тибета, Юньнаня, Таиланда и Филиппин, но этот вид не чётко отличается от cameroni, который был описан из Судана.

## Описание
Мелкие насекомые с четырьмя бахромчатыми крыльями. Самка макроптерная. Голова с тремя парами глазничных волосков; пара I с двумя волосками, обычно расположенными один перед другим; пара III глазничных волосков, расположенных внутри глазничного треугольника; нижнечелюстные пальпы 3-сегментные; глаза без или с пятью пигментированными фасетками. Антенны 8-сегментные, сегмент I с парными дорсо-апикальными волосками; сегменты III и IV с вильчатыми чувствительными конусами; III—VI с микротрихиями на обеих поверхностях. Пронотум с двумя парами постероангулярных волосков, 3-4 парами постеромаргинальных волосков. Мезонотум со срединными волосками близко к заднему краю, передние кампановидные сенсиллы присутствуют или отсутствуют. Метанотум сетчатый, срединные волоски на переднем крае, кампановидные сенсиллы присутствуют или отсутствуют. Первая жилка переднего крыла с примерно семью волосками базально, двумя волосками дистально; вторая жилка с полным рядом. Простернальные ферны целые, базантры без волосков; мезоторакальные стерноплевральные швы полные, мезофуркальная спинула присутствует, метафуркальная спинула отсутствует. Лапки 2-сегментные. Тергиты без ктенидий, срединные волоски далеко друг от друга, VI—VII с волосками S3 значительно меньше S4; задний край VIII тергита с полным гребнем микротрихий; IX с двумя парами кампановидных сенсилл; X с полным дорсальным расщеплением. Стерниты III—VI с 3 парами краевых волосков, VII с S1 и S2, выступающими далеко перед задним краем. У самца тергит IX со срединными волосками тонкими или слегка удлинёнными; стерниты III—VII с 2 или более рядами мелких поровых пластинок. По-видимому, питающийся листьями, вид claratris зарегистрирован как вредитель томатов в Таиланде.

## Классификация
Включён в состав подсемейства Thripinae. Виды Ceratothripoides разделяют с видами группы родов Megalurothrips наличие пары дорсо-апикальных волосков на первом усиковом сегменте. В этом он также похож на виды Pezothrips, а с представителями этого рода его также объединяет наличие множества мелких поровых пластинок на стернитах самца.
- Ceratothripoides brunneus Bagnall, 1918
- Ceratothripoides cameroni  (Priesner, 1934)
- Ceratothripoides claratris  (Shumsher, 1946)
- Ceratothripoides funtumiae  (Bagnall, 1913)
- Ceratothripoides revelatus  (Priesner, 1937)